# Дили (округ)
Дили (порт. Díli, тетум Dili) — один из 13 округов Восточного Тимора, который включает в себя также столицу страны — город Дили.

## География
Дили — самый маленький округ Восточного Тимора, его площадь составляет всего 368,12 км². Расположен в центральной части страны, на северном побережье острова и граничит с округами Манатуту — (на востоке), Айлеу — (на юге) и Ликиса — (на западе). на севере омывается водами моря Саву. В состав округа входит также остров Атауро, расположенный в 30 км к северу от столицы страны. Реки округа, такие как Коморо, как и другие реки на севере острова, во время сухого сезона полностью пересыхают.
Климат — типичен для северного побережья острова Тимор. В сухой сезон чрезвычайно жарко: днём температура поднимается до 35 °C, а ночью может опускаться до 20 °C. В сезон дождей температура составляет около 27 °C, а среднегодовая температура — 26,7 °C.

## Население
Население округа по данным на 2010 год составляет 234 026 человек; для сравнения, на 2004 год оно насчитывало 173 541 человек. Плотность населения — 635,73 чел./км². Средний возраст населения составляет 20,8 лет, что значительно выше среднего по стране показателя 18,8 лет. В период с 1990 по 2004 годы средний ежегодный прирост населения составил 2,53 %. Значительная часть прироста осуществляется за счёт иммиграции из других регионов страны. Только 54 % населения Дили родились на территории округа. Младенческая смертность составила 103 на 1000 новорождённых в подрайоне Атауру; 96 — в Метинару; 69 — в Наин-Фету; 68 — в Кристу-Рей; 66 — в Вера-Крус и 56 — в Дом-Алейшу. В среднем по стране этот показатель составляет 98 на 1000.
Около 81 % населения говорят на языке тетум как на родном. Распространены также другие местные языки и диалекты, а также индонезийский, английский и китайские языки. 25,8 % населения неграмотны (29,1 % женщин и 22,9 % мужчин). 37,7 % лиц старше 18 лет закончили среднюю школу (33,8 % женщин и 41,0 % мужчин).
По данным на 2004 год 93,3 % населения составляют католики; 0,5 % — приверженцы традиционных анимистических верований; 4,5 % — протестанты и 1,1 % — мусульмане; 0,2 % — буддисты и 0,1 % — индуисты. Большой приток трудовых мигрантов привёл к тому, что в отдельных районах округа на 100 женщин приходится 113 и даже 120 мужчин.

## Административное деление
В административном отношении подразделяется на 6 подрайонов:
| Подрайон   | Население, чел. (2010) | Площадь, км² |
| ---------- | ---------------------- | ------------ |
| Атауро     | 8602                   | 140,50       |
| Вера-Крус  | 34 015                 | 32,77        |
| Дон-Алейшу | 105 154                | 33,12        |
| Кристу-Рей | 54 936                 | 65,33        |
| Метинару   | 4727                   | 91,24        |
| Наин-Фету  | 26 592                 | 5,15         |

## Галерея

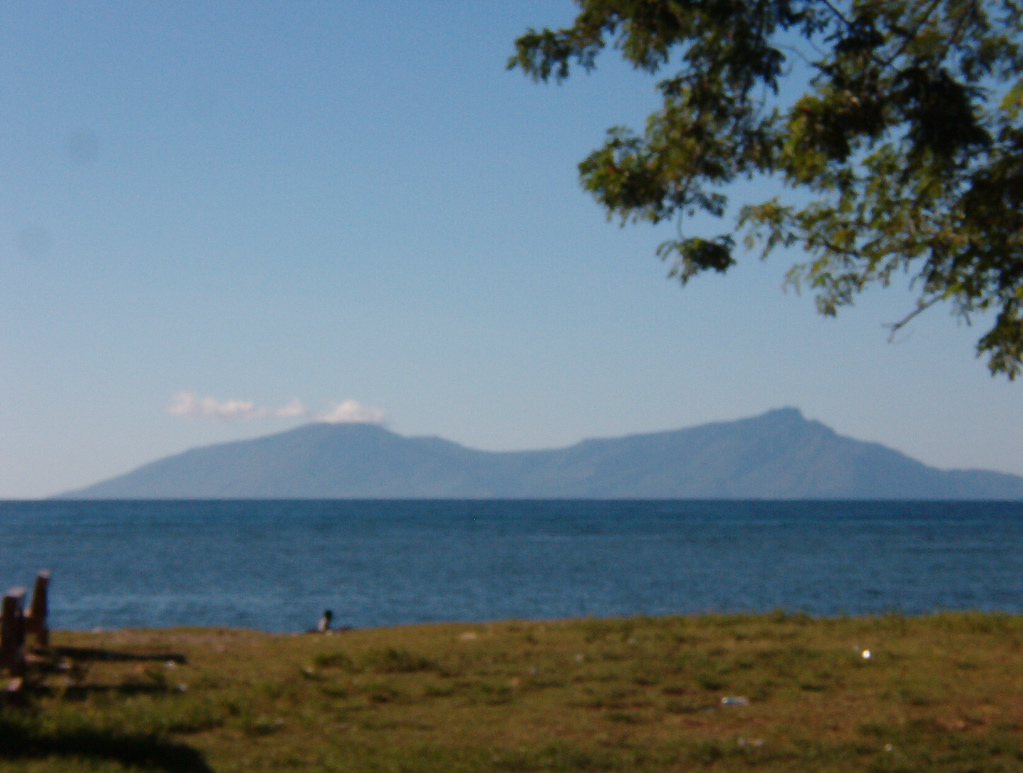
Вид на остров Атауру из Дили
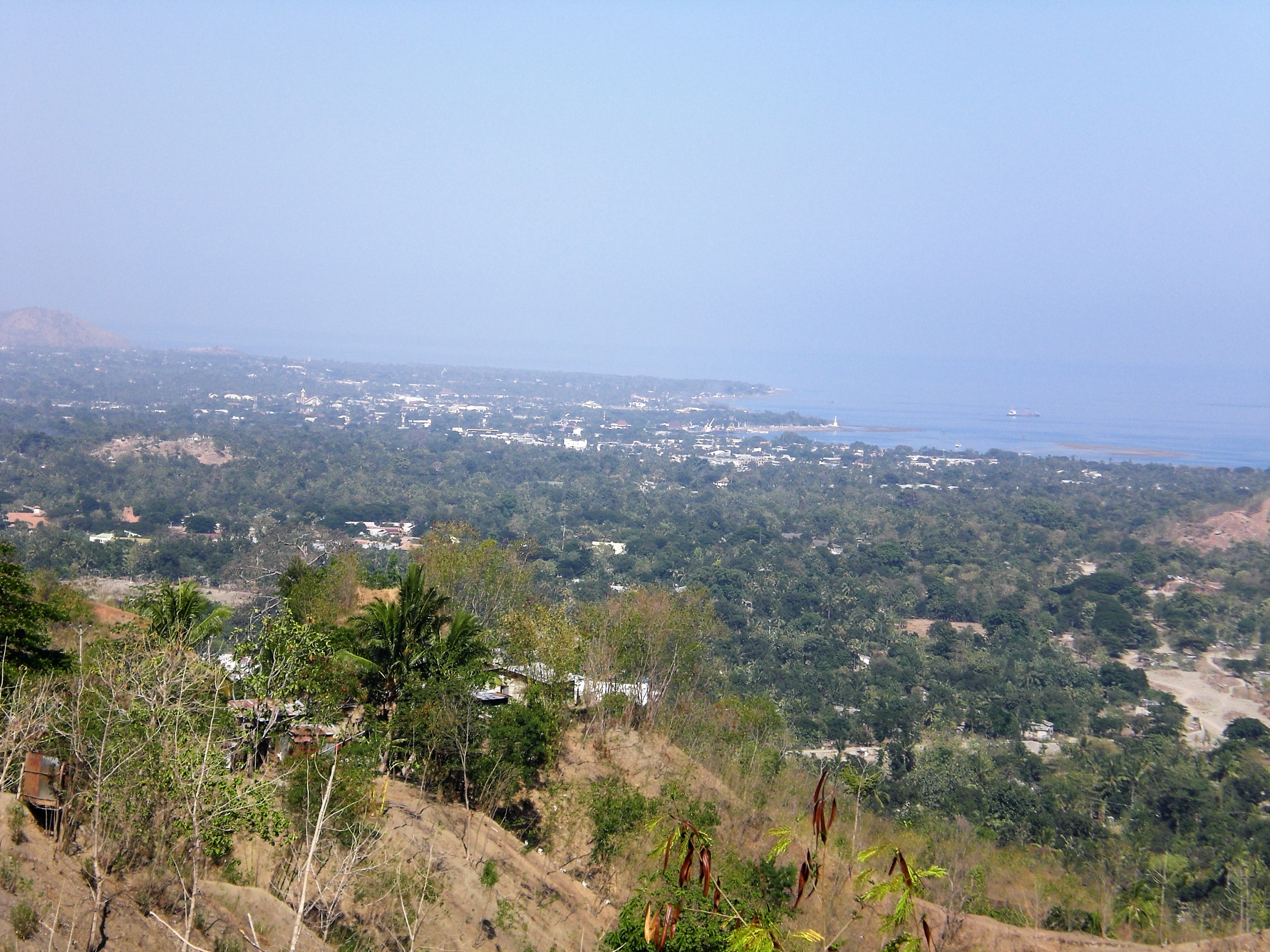
Вид на столицу страны, город Дили
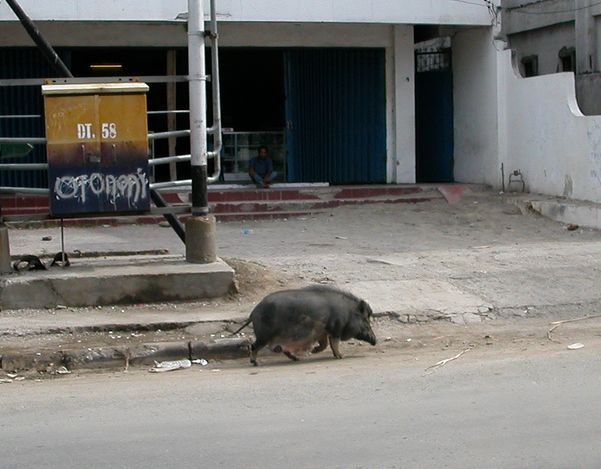
Свинья на улицах Дили
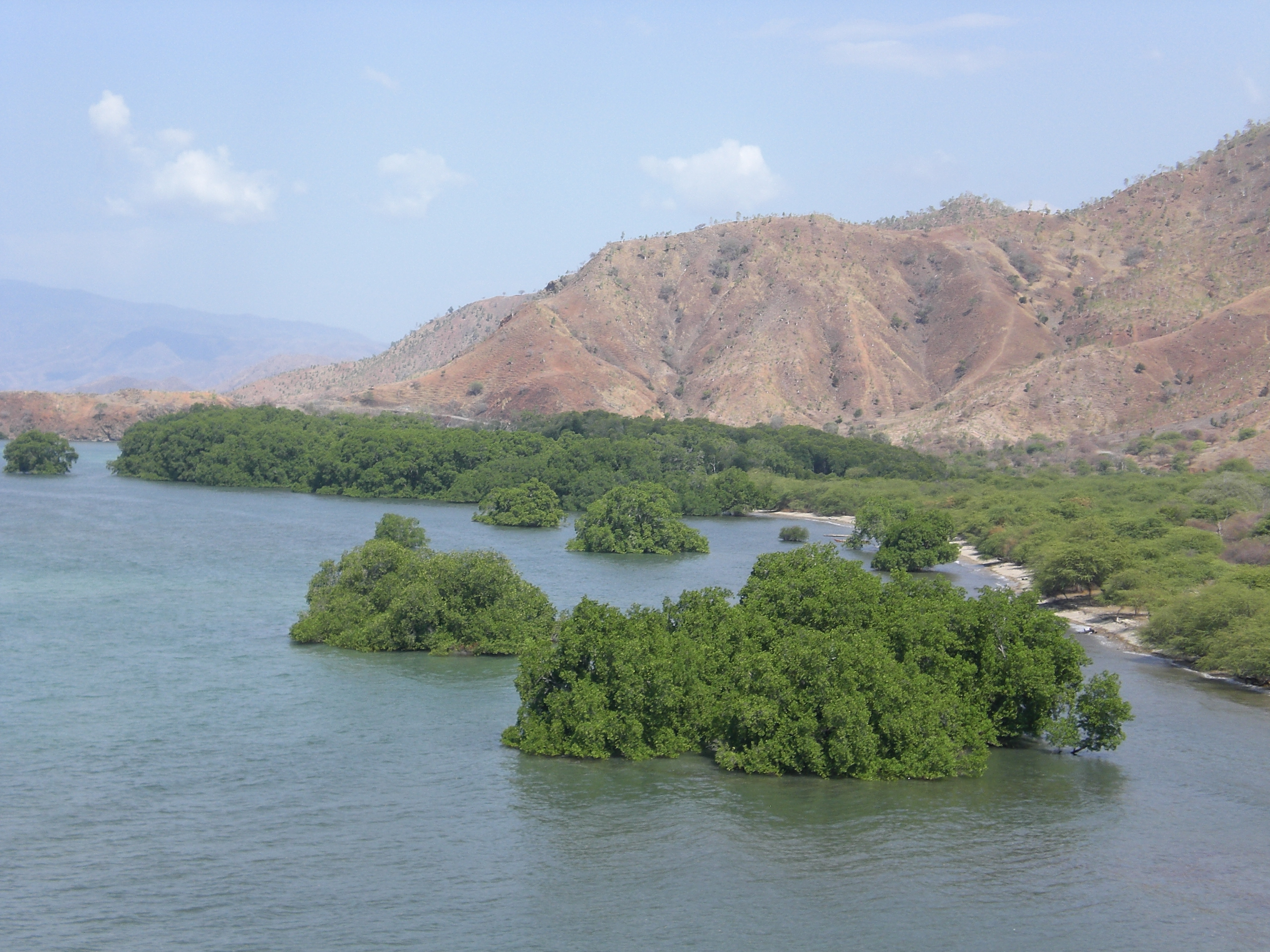
Мангровые заросли на побережье